# Hartal

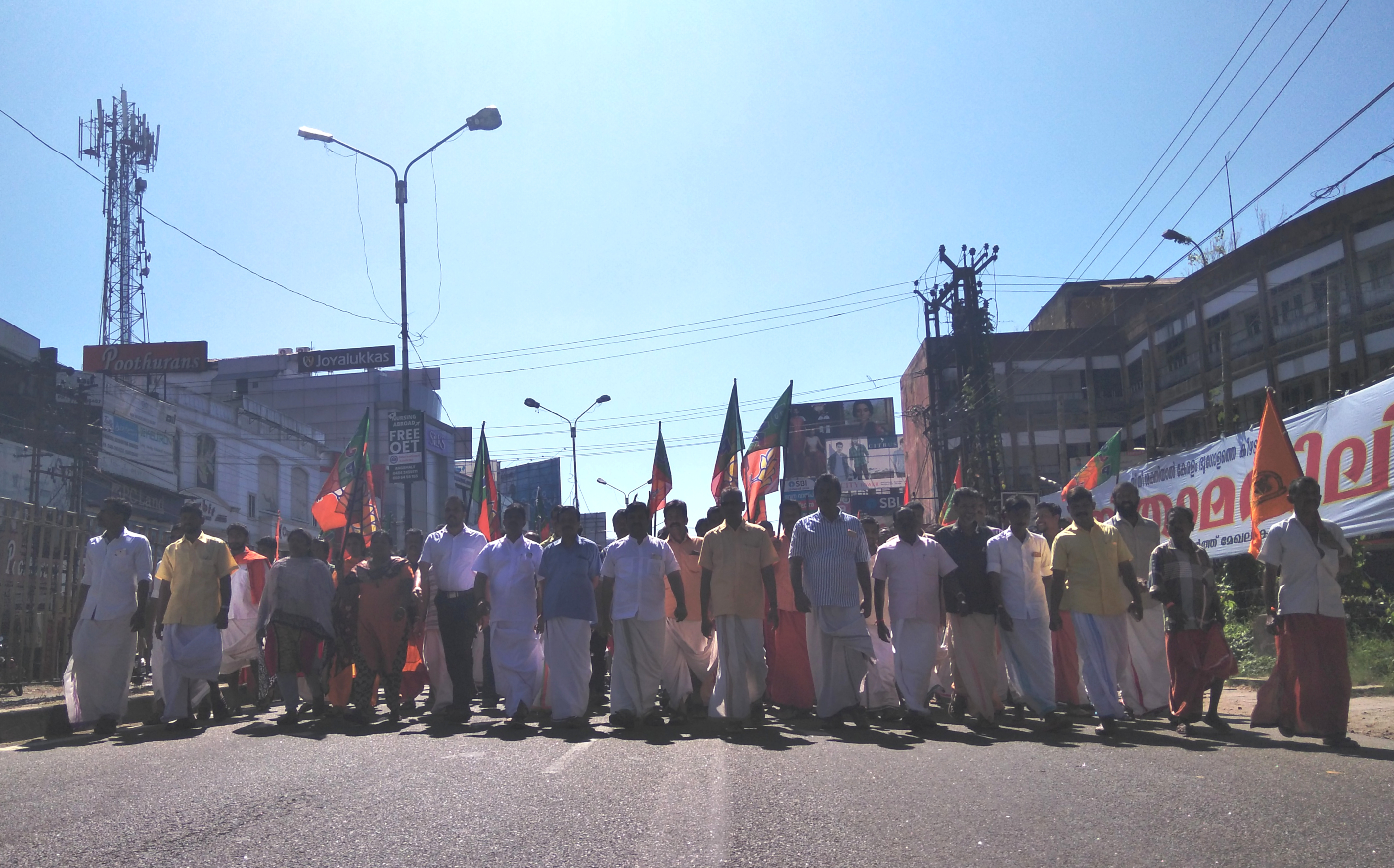
BJP Harthal protestando contra la entrada de mujeres de Sabarimala en Angamaly

Un hartal (pronunciado [ɦəɽ.t̪aːl]) es un término en muchas lenguas de la India para designar la huelga, principalmente de comerciantes. Se utilizó por primera vez durante el Movimiento de Independencia de la India (también conocido como "movimiento nacionalista"). Un hartal es una protesta masiva, que a menudo implica el cierre total de los lugares de trabajo, oficinas, tiendas y tribunales de justicia, en una forma de desobediencia civil parecida a una huelga laboral. Además de ser una huelga general, implica el cierre voluntario de las escuelas y de los establecimientos comerciales. Es un medio utilizado para presionar a un gobierno para cambiar una decisión impopular o inaceptable. Un hartal es usado a menudo por razones políticas, por ejemplo, por un partido político de oposición que protesta contra una política o acción gubernamental.
El término proviene del guyaratí (હડતાળ haḍtāḷ o હડતાલ haḍtāl), que significa el cierre de tiendas y almacenes como medio de protesta. Mahatma Gandhi, que provenía de Guyarat, utilizó este término para referirse a sus huelgas generales a favor de la independencia, institucionalizando de esta forma el término. 
Los orígenes contemporáneos de esta forma de protesta pública se remontan al período colonial de la historia de la India. Las políticas impopulares, en particular la resistencia fiscal frente a los impuestos ante las autoridades coloniales y los estados principescos, desencadenaron a menudo protestas públicas localizadasen zonas como en Benarés y Bardoli.  Los hartales todavía son comunes en India, Pakistán, Bangladés y en partes de Sri Lanka donde el término se usa a menudo para referirse específicamente al Hartal cingalés de 1953. En Malasia, la palabra se usa para referirse a varias huelgas generales en las décadas de 1940, 1950 y 1960, como el hartal de la Unión Malaya de 1947 y el hartal de Penang de 1967.